# سیارک ۶۳۶۴
سیارک ۶۳۶۴ (به انگلیسی: 6364 Casarini، نامگذاری:1981ET) شش هزار و سیصد و شصت و چهارمین سیارک کشف شده‌است که در ۵ مارس ۱۹۸۱ کشف شد.